# آرثر ماكي
آرثر ماكي (بالإنجليزية: Arthur McKee)‏ هو كاتب نيوزيلندي، ولد في 14 أغسطس 1863، وتوفي في 9 مارس 1943.